# Qidong

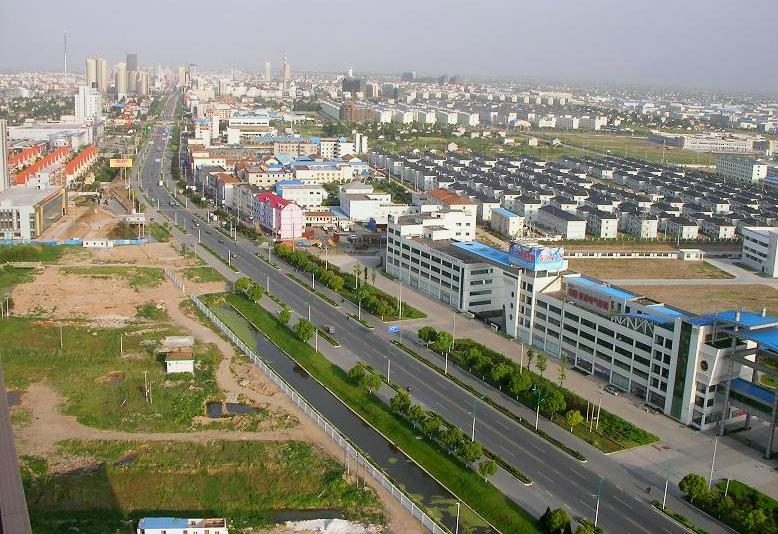
Vista di Qidong

Qidong (启东市S, QǐdōngP) è una città-contea della Cina, situata nella provincia di Jiangsu e amministrata dalla prefettura di Nantong.